# Хайат, Джон
Джон Уэсли Хайат (англ. John Wesley Hyatt; 28 ноября 1837 — 10 мая 1920) — американский изобретатель. Известен благодаря изобретению целлулоида. В 1869 году Джон Уэсли Хайат запатентовал целлулоид, который изобрёл для того, чтобы заменить им слоновую кость в шарах для бильярда.

## Награды
- Медаль Джона Скотта (1898)
- Медаль Перкина (1914)